# Stad Doetinchem
Stad Doetinchem est une ancienne commune néerlandaise de la province de Gueldre.
Stad Doetinchem correspondait à la ville même de Doetinchem. Le hameau de Schependom faisait également partie de cette commune. En 1840, la commune comptait 382 maisons et 1 869 habitants.
Le 1er janvier 1920, Stad Doetinchem et Ambt Doetinchem fusionnent pour former la commune de Doetinchem.